# 阎瑞生 (电影)
《阎瑞生》是中国于1921年拍摄，当年7月1日公映的故事长片。它与同年上映的另外两部故事长片《海誓》、《红粉骷髅》被视为中国电影类型片的肇始，亦是中国电影商业化的开端。电影拷贝已散失，仅存数张剧照。

## 拍摄

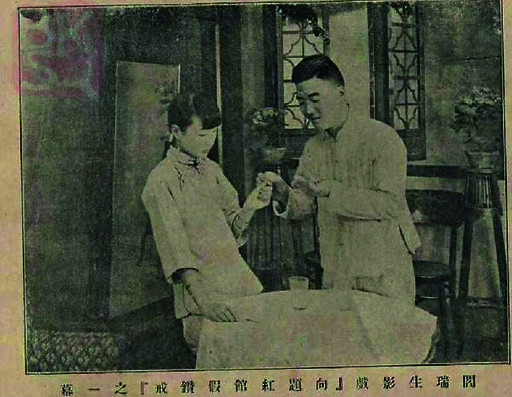
电影剧照，阎瑞生向题红馆借钻戒一幕。

电影取材于1920年6月，在上海发生的阎瑞生劫杀名妓王莲英一案。此案是当时社会舆论焦点，各类书籍、戏曲亦有演绎。当时，电影发烧友陈寿芝、施彬元、邵鹏、徐欣夫、顾肯夫、陆洁在上海成立中国影戏研究社。中国影戏研究社筹划、投资，商务印书馆活动影戏部提供技术设备、拍摄人员。
电影于1921年春夏之交正式开拍。场景多用实景拍摄，字幕为白话文。拍摄“枪毙”一场戏时，竟“要求淞沪护军使署，请仍派出如前次执行枪毙时之军队，押送该二犯前赴龙华操场……站齐队伍如法开枪，惟除去子弹，其余情形竟与当时无异”。或认为，这不过电影噱头而已。4月，在《申报》发布广告，称“阎瑞生谋害莲英案喧传社会，无人不知，现闻由中国影戏研究社将全案事实编为影戏……全片制成共费五万元，长约万余尺，不日即可出演，届时必可哄动一时也。又该社以外人影片所摄中国人，均囚首鹄面极形不堪，殊有玷国体，兹拟多摄有价值之影片输往外洋，以介绍我国人真面目云。”
剧中角色则由非职业演员扮演。陈寿芝扮演阎瑞生，邵鹏饰演吴春芳，王彩云饰演王莲英。时长达至100分钟的《阎瑞生》，是中国第一部国产故事长片。

## 上映
1921年7月1日，电影在上海夏令配克影戏院首映。票价1元和1.5元。电影上映之初获得了巨大的成功，“未至开映时间，包厢已预订一空，池座亦满。”上映一星期净赚四千大洋。有评论称“中国影戏足以获利之影像，始深映入华人之脑”。但不久它与同类型影片《张欣生》即因社会舆论被官方禁映，成为中国最早的禁片。